# Pygoptosia
Pygoptosia – rodzaj chrząszczy z rodziny kózkowatych i podrodziny zgrzypikowych.

## Zasięg występowania
Przedstawiciele tego rodzaju występują w Azji Zachodniej.

## Systematyka
Do Pygoptosia należą 2 gatunki:
- Pygoptosia eugeniae
- Pygoptosia speciosa